# Снелвил (Џорџија)
Снелвил (Џорџија) (енгл. Snellville) град је у америчкој савезној држави Џорџија. По попису становништва из 2010. у њему је живело 18.242 становника.

## Демографија
Према попису становништва из 2010. у граду је живело 18.242 становника, што је 2.891 (18,8%) становника више него 2000. године.
| Група             | 2000.          | 2010.          |
| Белци             | 13.400 (87,3%) | 10.438 (57,2%) |
| Афроамериканци    | 828 (5,4%)     | 5.479 (30,0%)  |
| Азијати           | 311 (2,0%)     | 598 (3,3%)     |
| Хиспаноамериканци | 628 (4,1%)     | 1.351 (7,4%)   |
| Укупно            | 15.351         | 18.242         |